# Guy Hollogne
Guy Hollogne, né le 2 août 1938 à Soignies (province de Hainaut) est un homme politique belge wallon, membre du PSC.
Il fut directeur d’une maison de repos et de soins.

## Fonctions politiques
- Ancien échevin de Soignies.
- Conseiller communal de Soignies.
- Député fédéral belge du 24 novembre 1991 au 12 avril 1995[2].